# ЧВК „Вагнер“
Частна военна компания „Вагнер“, съкратено ЧВК „Вагнер“ (на руски: Частная военная компания «Вагнер») е бивша руска паравоенна организация (група), съставена от наемници и е описвана като де факто частна армия на бившия близък съратник на руския президент Владимир Путин Евгений Пригожин. Групата действа извън закона в Русия, където частните военни компании са официално забранени. Има доказателства, че „Вагнер“ е използвана като инструмент от руското правителство, позволявайки на руската държава да отрича правдоподобно военни операции в чужбина. „Вагнер“ използва инфраструктурата на руските въоръжени сили и е тайно финансирана от руската държава до 2023 г. Въпреки че групата не е идеологически насочена, елементи от „Вагнер“ са свързвани с неонацизма и крайнодесния екстремизъм.
В редица страни е обявена за терористична организация.
Групата е основана през 2014 г. от бившия офицер от Главно разузнавателно управление Дмитрий Уткин и бизнесмена Евгений Пригожин и става известна по време на войната в Донбас в Украйна, където помага на проруските сепаратистки сили от 2014 до 2015 г. Съобщава се, че членове на Вагнер са участвали в конфликти по света, включително гражданските войни в Сирия, Либия, Централноафриканската република и Мали, като често са се сражавали на страната на силите, подкрепяни от руското правителство. Оперативните служители на „Вагнер“ са обвинени в извършване на военни престъпления, включително убийства, изтезания, изнасилвания и грабежи на цивилни, както и измъчване на обвинени дезертьори. Международният наказателен съд в Хага разследва военните престъпления на групировката „Вагнер“, за да издаде заповеди за арест. В поверителен доклад от 200 страници членовете на „Вагнер“ са обвинени в използване на цифрови платформи за подбуждане и възхвала на насилие и разпространение на видеоматериали, намекващи за канибализъм.
„Вагнер“ изиграва значителна роля в руската инвазия в Украйна, за която вербува затворници от Русия за битка на фронтовата линия. До края на 2022 г. силите на „Вагнер“ нарастват от 1000 до между 20 000 и 50 000.
Пригожин признава за първи път, че е лидер на „Вагнер“, през септември 2022 г. Той започва открито да критикува руското министерство на отбраната за лошото водене на войната срещу Украйна. На 23 юни 2023 г. Пригожин започва въоръжен бунт, след като обвинява руското министерство на отбраната в убийство на войниците на „Вагнер“. Частите на Вагнер се изтеглят от Украйна и превземат руския град Ростов на Дон, докато конвой на „Вагнер“ се насочва към Москва. Бунтът спира на следващия ден, когато е сключено споразумение с беларуския президент Александър Лукашенко.

## Начало и лидерство

### Дмитрий Уткин
Съобщава се, че Дмитрий Уткин, ветеран от Първата и Втората чеченска война създава групата, наречена от неговия позивен „Вагнер“. До 2008 или 2013 г. Уткин служи като подполковник и бригаден командир на подразделение на Спецназ ГРУ, 700-и отделен отряд на Спецназ на 2-ра отделна бригада.
След като напуска армията, през 2013 г. Уткин започва работа за Moran Security Group, частна компания, основана от руски военни ветерани, която участва в мисии за сигурност и обучение по целия свят и е специализирана в сигурността срещу пиратството. Същата година висши мениджъри на Moran Security Group участват в създаването на базирания в Хонконг Славянски корпус, който набира изпълнители за „защита на петролни полета и тръбопроводи“ в Сирия по време на гражданската война. Уткин е изпратен в Сирия като член на Славянския корпус. Впоследствие Федералната служба за сигурност на Русия арестува членове на Славянския корпус за незаконна наемническа дейност през ноември 2013 г.
През декември 2016 г. Уткин е сниман с руския президент Владимир Путин на прием в Кремъл, даден в чест на наградените с Ордена за храброст и званието Герой на Руската федерация, заедно с Александър Кузнецов, Андрей Богатов и Андрей Трошев. Кузнецов (позивна „Ратибор“) се смята за командир на първата разузнавателно-щурмова рота на „Вагнер“, Богатов е командир на четвърта разузнавателно-щурмова рота, а Трошев e „изпълнителен директор“ на компанията. Няколко дни по-късно говорителят на Кремъл Дмитрий Песков потвърждава присъствието на Уткин на приема, като заявява, че Уткин е от Новгородска област. Песков заявява, че не знае колко известен е Уткин.

### Евгений Пригожин
Отдавна се съобщава, че руският бизнесмен Евгений Пригожин — понякога наричан „главният готвач на Путин“, заради кетъринг бизнеса си, който организира вечери, на които Владимир Путин присъства с чуждестранни високопоставени лица — има връзки с „Вагнер“ и Уткин лично. Твърди се, че бизнесменът е основният финансист и действителен собственик на „Вагнер“. Пригожин отрича всякаква връзка с Вагнер до септември 2022 г., когато признава, че е съосновател на групата в публикация във VKontakte. Пригожин твърди: „Аз сам почистих старите оръжия, сам подредих бронежилетките и намерих специалисти, които да ми помогнат с това. От този момент на 1 май 2014 г. се зароди група патриоти, която по-късно беше наречена батальона „Вагнер“." „Официално“ групата не съществува.

### Константин Пикалов
Твърди се, че полковник Константин Пикалов (позивна „Мазай“) е назначен да ръководи операциите на „Вагнер“ в Африка през 2019 г. Пикалов служи като военен в руската опитна военна част номер 99795, разположена в село Сторожево, близо до Санкт Петербург. Отделението има задача отчасти да "определи ефектите на радиоактивните лъчи върху живите организми". След пенсионирането си той продължава да живее във военната база поне до 2012 г. и ръководи частна детективска агенция. През есента на 2014 г. заедно с голяма група казаци, той вероятно участва в потушаването на противниците на подкрепяния от Русия президент на Република Сръбска Милорад Додик по време на общите избори за Република Сръбска в Босна и Херцеговина. Додик печели преизбирането. Между 2014 г. и 2017 г. Пикалов пътува няколко пъти до дестинации близо до украинската граница, понякога по съвместни резервации с известни офицери от „Вагнер“.
През 2016 г. Пикалов се кандидатира на изборите за местен съвет в района на военната си база близо до Санкт Петербург от името на прокремълската партия „Справедлива Русия“. Участието му обаче е отказано от Централната избирателна комисия на Русия, вероятно поради криминалното му досие. Името му е включено в черен списък на Централната банка с бележка, че е „заподозрян в пране на пари“, въпреки че настоящото му криминално досие е празно.

## Крайнодесни елементи
Групата „Вагнер“ е свързана с крайнодесния екстремизъм, включително превъзходството на бялата раса и неонацизма. Много членове-основатели на „Вагнер“ имат принадлежност към крайнодясното ултранационалистическо Руско имперско движение. Съоснователят на „Вагнер“ Дмитрий Уткин е неонацист и има няколко нацистки татуировки. Самото име „Вагнер“ идва от собствената позивна на Уткин "Вагнер". Твърди се, че е избрал името в чест на германския композитор Рихард Вагнер, защото Адолф Хитлер се възхищава на музиката му. Членове на групата „Вагнер“ твърдят, че Уткин е родновер, последовател на славянската родна вяра. Подгрупата на „Вагнер“, „Русич“, е основана от самопровъзгласилия се за неонацист Алексей Милчаков и е с открита крайнодясна идеология. Членове на „Вагнер“ също оставят неонацистки графити на бойното поле като свастики и емблемата на SS.
Въпреки това, Ерика Гастон, старши политически съветник в Университетския център на ООН за политически изследвания, отбелязва, че групата „Вагнер“ не се ръководи от идеология, а е по-скоро мрежа от наемници, „свързани с руската държавна сигурност“.

## Организация

### Структура и финансиране
В началото на 2016 г. Вагнер има 1 000 служители, които по-късно се увеличават до 5 000 до август 2017 г. и 6 000 до декември 2017 г. Твърди се, че организацията е регистрирана в Аржентина и има офиси в Санкт Петербург и Хонконг. През ноември 2022 г. „Вагнер“ открива нов щаб и технологичен център в сградата в източната част на Санкт Петербург.
В началото на октомври 2017 г. СБУ твърди, че финансирането на „Вагнер“ през 2017 г. е увеличено със 185 милиона рубли (3,1 милиона долара) и че около четиридесет украински граждани работят за „Вагнер“, като останалите 95% от персонала са руски граждани. Един украинец е убит в Сирия, докато се сражава в редиците на „Вагнер“ през март 2016 г. и се съобщава, че трима са загинали тази пролет. Арменци, казахи и молдовци също са работили за „Вагнер“.
След разполагането на своите бойци между 2017 г. и 2019 г. в Судан, Централноафриканската република, Мадагаскар, Либия и Мозамбик, „Вагнер“ има офиси в 20 африкански страни, включително Есватини, Лесото и Ботсвана до края на 2019 г. В началото на 2020 г. Ерик Принс, основател на частната военна компания „Блекуотър“, се опитва да предостави военни услуги на „Вагнер“ в нейните операции в Либия и Мозамбик, според The Intercept. Съобщава се, че до март 2021 г. части на „Вагнер“ също са разположени в Зимбабве, Ангола, Гвинея, Гвинея Бисау и вероятно в Демократична република Конго.
Въз основа отчасти на изтекли документи, предоставени от Центъра за досиета, разследващият журналист Дейвид Патрикаракос заявява, че „Вагнер“ никога не е бил под контрола нито на ГРУ, нито на Министерството на отбраната, както често се твърди, а вместо това се управлява изключително от Пригожин.
Скоро след бунта през юни 2023 Путин разкрива, че държавата  е финансирала изцяло дейността на "Вагнер" с 1 милиард долара в течение на 12 месеца, а още толкова е получила кетъринговата компания на Пригожин "Конкорд" чрез поръчки за прехрана на военните.
Но това касае само 1 година, докато има сведения, че Пригожин е получил над 18 милиарда долара чрез държавни поръчки от 2014.

### Набиране и обучение
Компанията обучава своите бойци в съоръжение на руското Министерство на отбраната, Молкино (Молькино), близо до отдалеченото село Молкин, Краснодарски край. Казармите в базата официално не са свързани с руското МО, като съдебните документи ги описват като детски ваканционен лагер. Според доклад, публикуван от руския месечник „Совершенно секретно“, организацията, която наема персонал за „Вагнер“, няма постоянно име и има юридически адрес близо до военното селище Павшино в Красногорск, близо до Москва. През декември 2021 г. списание New Lines анализира данни за 4184 членове на „Вагнер“, които са идентифицирани от изследователи в Украинския център за анализи и сигурност, като установява, че средната възраст на частен военен изпълнител на „Вагнер“ е четиридесет години и че идват от най-много петнадесет различни страни, въпреки че мнозинството са от Русия.
Когато новобранците пристигнат в тренировъчния лагер, вече нямат право да използват социалните мрежи и други интернет приложения. Служителите на компанията нямат право да публикуват снимки, текстове, аудио и видео записи или каквато и да е друга информация в Интернет, получена по време на тяхното обучение. Те нямат право да съобщават на никого местоположението си, независимо дали са в Русия или друга държава. Мобилни телефони, таблети и други средства за комуникация се оставят в ротата и се издават в определен час с разрешение на техния командир.
Паспортите и другите документи се предават, а в замяна служителите на фирмата получават безименен етикет с личен номер. Компанията приема нови служители само ако е сключено 10-годишно споразумение за поверителност и в случай на нарушаване на поверителността компанията си запазва правото да прекрати договора на служителя без заплащане. Според Службата за сигурност на Украйна (СБУ) на руски военни офицери е възложена ролята на инструктори по учения за новобранците. По време на обучението си получават $1100 на месец.
В края на 2019 г. е разкрит така нареченият кодекс на честта на Вагнер, който изброява десет заповеди, които трябва да се следват. Те включват, между другото, да защитават интересите на Русия винаги и навсякъде, да ценят честта на руския войник, да се бият не за пари, а от принципа на победа винаги и навсякъде.
С увеличаване на жертвите и от двете страни във войната в Украйна, руското правителство използва групата „Вагнер“ за вербуване. Неправителствената организация "Медуза" съобщава, че руското министерство на отбраната поема контрола върху мрежите на „Вагнер“ и използва репутацията му за набиране на бойци, но че изискванията са намалени, като тестовете за наркотици също не са правени преди служба. Според британското разузнаване най-късно от юли 2022 г. групата „Вагнер“ се опитва да вербува затворници от руски затвори, за да компенсира липсата на кадети. В замяна на съгласието да се бият в Украйна на престъпниците се обещава съкращаване на присъдата и парично възнаграждение. Руската служба на BBC съобщава, че според юристите не е законно да се изпращат затворници на война.
Съобщава се, че групата „Вагнер“ вербува затворени бунтовници в Централноафриканската република, за да се бият в Мали и Украйна. Съобщава се, че те са наречени "черните руснаци".

### Подразделения

#### Русич
Групата „Вагнер“ включва контингент, известен като Русич, или оперативна група Русич, наричана „диверсионна и щурмова разузнавателна група”, която се бие като част от руските сепаратистки сили в Източна Украйна. Русич са описани като крайнодесни екстремисти или неонацистки части и логото им включва славянска свастика. Групата е основана от Алексей Милчаков и Ян Петровски през лятото на 2014 г., след завършване на паравоенна програма за обучение, ръководена от Руския имперски легион, бойната част на Руското имперско движение. Към 2017 г. украинският главен прокурор и Международният наказателен съд (МНС) разследва бойци от това подразделение за предполагаеми военни престъпления, извършени в Украйна.

#### Сръбска
Смята се, че „Вагнер“ има сръбска част, която поне до април 2016 г. е под командването на Давор Савичич, босненски сърбин, който е член на Сръбската доброволческа гвардия (известна също като Тигрите на Аркан) по време на босненските война и звеното за специални операции по време на войната в Косово. Позивната му в Босна е "Елвис". Съобщава се, че Савичич е само три дни в района на Луганск, когато бронетранспортьор е стрелял по неговия контролно-пропускателен пункт. След това той заминава да се лекува. Освен това се съобщава, че той участва в първата офанзива за освобождение на Палмира от Ислямска държава (ИДИЛ) в началото на 2016 г.
През януари 2023 г. сръбският президент Александър Вучич разкритикува „Вагнер“ за вербуването на сръбски граждани и призовава Русия да сложи край на тази практика, отбелязвайки, че според сръбското законодателство е незаконно сръбски граждани да участват в чужди въоръжени конфликти.

#### Níðhöggr
Съобщава се, че групата „Вагнер“ има малка група от норвежки и скандинавски граждани, интегрирани в нейните редици. Единицата се нарича "Níðhöggr", понякога също известна като Nidhogg, носеща името на дракон, който е добре известен в скандинавската митология.

### Бизнес дейности
В Сирия контролирана от Пригожин компания получава 25% от добива на нефт и газ срещу охрана на съответните находища от "Вагнер".
В африканските страни уж независими компании, свързани с Пригожин, са придобили концесии за добив на злато в ЦАР и Судан.

## Отношения с руската държава
На 27 юни 2023 г. президентът Путин, докато обявява разследване на разходите на „Вагнер“, потвърждава, че руската държава ги е финансирала изцяло от бюджета за отбрана на страната и държавния бюджет. Само от май 2022 г. до май 2023 г. руската държава плаща 86,262 милиарда рубли на групата, приблизително 1 милиард долара. В миналото Путин често отрича всякакви връзки между руската държава и „Вагнер“ и настоява, че това е „частна военна компания“.
Преди това много руски и западни наблюдатели вярват, че организацията всъщност не съществува като частна военна компания, а в действителност е прикрит клон на руското Министерство на отбраната, който в крайна сметка се отчита пред руското правителство.
Компанията споделя бази с руската армия, транспортира се от руски военни самолети и използва услугите на военното здравеопазване на Русия. Руската държава също е документирана, че подкрепя „Вагнер“ с паспорти.
През март 2017 г. радио „Свобода“ характеризира ЧВК „Вагнер“ като „полулегално бойно формирование, което съществува под крилото и на средства на Министерството на отбраната“. През септември 2017 г. началникът на Службата за сигурност на Украйна Васил Грицак заявява, че според тях „Вагнер“ е по същество „частна армия на Путин“. „Вагнер“ също е сравнявана с Академи, американската охранителна фирма, известна преди като Блекуотър.
В интервю през декември 2018 г. руският президент Путин твърди по отношение на операциите на ЧВК „Вагнер“ в Украйна, Сирия и другаде, че „всички трябва да останат в законовата рамка“ и че ако групата „Вагнер“ нарушава закона, руската Генерална прокуратура „трябва да даде правна оценка“. Но според Путин, ако не са нарушавали руското законодателство, те имат право да работят и да промотират своите бизнес интереси в чужбина. Путин също отхвърля обвиненията, че Евгений Пригожин е ръководил дейността на „Вагнер“.
През септември 2022 г. Пригожин официално признава, че основава и ръководи „Вагнер“, която стартира като батальон, участващ от май 2014 г. на руската страна във войната в Донбас.
Частните военни компании все още са незаконни в Русия, но с голямото си участие във войната в Украйна те са легитимирани, като са посочени от Министерството на отбраната и руското правителство с общия термин „доброволчески отряди“.
На 5 май 2023 г. Евгений Пригожин обвинява руския министър на отбраната Сергей Шойгу и началника на руските въоръжени сили генерал Валери Герасимов за „десетки хиляди“ жертви на „Вагнер“, като заявява, че „те дойдоха тук като доброволци и умират, за да можете да седите като дебели котки в луксозните си офиси.“
През 2023 г. руското правителство дава статут на бойни ветерани на контракторите на „Вагнер“, които участват в руското нахлуване в Украйна. Във видео, публикувано на 23 юни 2023 г., Пригожин твърди, че оправданията на руското правителство за нахлуването в Украйна се основават на лъжи. Той обвинява руското министерство на отбраната при Шойгу, че „се опитва да измами обществото и президента и да ни каже как е имало безумна агресия от Украйна и че са планирали да ни нападнат с цялото НАТО“.
На 24 юни 2023 г. Евгений Пригожин е обвинен от руското правителство в организиране на въоръжен метеж, след като заплашва да атакува руските сили в отговор на твърдения за въздушен удар срещу негови войници. Руските сили за сигурност обвиняват основателя на групата „Вагнер“ в опит за държавен преврат, тъй като той обещава "марш на справедливостта" срещу руската армия. Пригожин публикува видео, в което се твърди, че „Вагнер“ са напуснали Украйна и напредват към руския град Ростов на Дон. Висши руски генерали призовават бойците на Вагнер да се оттеглят. Междувременно руската служба за национална сигурност ФСБ заявява, че е повдигнала наказателни обвинения срещу Пригожин и предприема действия за арестуването му. Пригожин твърди, че наемническите сили на „Вагнер“ са влезли в Ростов без никаква съпротива. Споразумение, постигнато с посредничеството на беларуския президент Александър Лукашенко, намалява ескалацията на напрежението. Според споразумението, Пригожин трябва да напусне Русия и да отиде в Беларус, а наказателното дело срещу него да бъде прекратено. Срещу войските му не трябва да се предприемат правни действия и бойците на „Вагнер“ трябва да подпишат договори с руското министерство на отбраната.
Руският президент Путин заявява на 8 февруари 2022 г., че руската държава не е замесена и няма нищо общо с дейностите на „Вагнер“ в Африка. На 27 юни 2023 г. той казва, че „Вагнер“ е изцяло финансирана от Русия, което възлиза на 1 милиард долара от министерството на отбраната и държавния бюджет само за май 2022 г. до май 2023 г.

## Санкции
Пригожин е санкциониран от Министерството на финансите на Съединените щати през декември 2016 г. за участието на Русия в конфликта в Украйна и от Европейския съюз (ЕС) и Обединеното кралство през октомври 2020 г. за връзки с дейностите на групата в Либия.
Министерството на финансите на САЩ също налага санкции на „Вагнер“ и лично на Уткин през юни 2017 г. Службата за контрол на чуждестранните активи на Министерството на финансите на САЩ посочва компанията и Дмитрий Уткин под заглавието „Определяне на украински сепаратисти (E.O. 13660)“ и го споменава като „основателя и лидера на ЧВК „Вагнер““. Допълнителни санкции са приложени срещу групата през септември 2018 г. и юли 2020 г. През декември 2021 г. ЕС налага санкции и на осем лица и три предприятия, свързани с нея, за извършване на „сериозни нарушения на човешките права, включително изтезания и извънсъдебни, обобщени или произволни екзекуции и убийства или в дестабилизиране на дейности в някои от страните, в които работят, включително Либия, Сирия, Украйна (Донбас) и Централна африканска република.
След руската инвазия в Украйна на 24 февруари 2022 г. Канада, Австралия, Япония, Швейцария и Нова Зеландия санкционират „Вагнер“. Освен това в края на януари 2023 г. Съединените щати обявяват, че ще определят „Вагнер“ като „значима транснационална престъпна организация“, което позволява прилагането на по-строги санкции срещу тях.
В началото на 2023 г. е съобщено, че Съединените щати работят с Египет и Обединените арабски емирства (ОАЕ), за да окажат натиск върху военните лидери на Судан и Либия да прекратят отношенията си с „Вагнер“ и да ги изгонят от страните си. „Вагнер“ подкрепя съюзниците на ОАЕ и Саудитска Арабия в Судан и Либия. В допълнение, ЧВК „Вагнер“ в Либия са финансирани основно от ОАЕ.
На 4 юли 2023 г. Парламентарната асамблея на ОССЕ признава „Вагнер“ за терористична организация, а Русия за държавен спонсор на тероризма.

## След смъртта на Пригожин
На 23 август 2023 г. Пригожин и Уткин загиват в самолетна катастрофа.
По данни на Ню Йорк Таймс, след смъртта на Пригожин ръководството на ключовите аспекти на операциите на ЧВК в Африка е предмет на съперничество от страна на Службата за външно разузнаване на  РФ (СВР) и Главното управление на Генералния щаб на въоръжените сили на РФ (ГРУ). Приемник на "Вагнер" в Африка става създаденият в края на 2023 — началото на 2024 г. Африкански корпус (Русия).

## Награди и отличия
ЧВК „Вагнер“ получава държавни награди под формата на военни отличия и грамоти, подписани от руския президент Путин. Командирите на Вагнер Андрей Богатов и Андрей Трошев са удостоени с честта Герой на Руската федерация за съдействие при първото освобождение на Палмира през март 2016 г. Богатов е тежко ранен по време на боевете. Междувременно Александър Кузнецов и Дмитрий Уткин получават Ордена за храброст четири пъти. Членовете на семействата на убити бойци също получават медали от самата „Вагнер“, като на майката на убит боец са връчени два медала, единият за „героизъм и храброст“, а другият за „кръв и храброст“. Медал за провеждане на операции в Сирия също е издаден от „Вагнер“ на своите бойци.
В средата на декември 2017 г. в Улан Уде, столицата на Руската република Бурятия, се провежда турнир по силов трибой, който е посветен на паметта на Вячеслав Леонов, който е убит по време на кампанията в сирийската провинция Дейр ез-Зор. Същия месец президентът на Русия подписва указ за установяване на Международен ден на доброволеца в Русия, съгласно резолюция на ООН от 1985 г., който се отбелязва ежегодно на 5 декември. Руският новинарски сайт „Полискал“ свързва руското честване на Деня на доброволеца с почитане на ЧВК „Вагнер“.
В края на януари 2018 г. се появява снимка на паметник в Сирия, посветен на „руските опълченци“. Надписът на паметника на арабски гласи: „На руските доброволци, героично загинали при освобождаването на сирийските петролни находища от ИДИЛ“. Паметникът се намира в завода Хайян, на около 50 километра от Палмира, където са разположени бойците на „Вагнер“. Идентичен паметник е издигнат и в Луганск през февруари 2018 г. В края на август 2018 г. близо до Горячий ключ, Краснодарски край, в Русия е построен параклис в памет на ЧВК „Вагнер“, убити в битките срещу ИДИЛ в Сирия. За всеки от убитите в параклиса се пали свещ. Към края на ноември 2018 г. е разкрито, че трети паметник, също идентичен с двата в Сирия и Луганск е издигнат пред параклиса, който е на няколко десетки километра от тренировъчната база в Молкин.
Ръководството на групата „Вагнер“ и нейните военни инструктори са поканени да присъстват на военния парад на 9 май 2018 г., посветен на Деня на победата.
На 14 май 2021 г. на националния стадион в Банги се състои премиерата на руски филм, вдъхновен от руските военни инструктори в Централноафриканската република. Озаглавен „Туристът“, той изобразява група руски военни съветници, изпратени в ЦАР в навечерието на президентските избори и след жесток бунт те защитават местните срещу бунтовниците. Съобщава се, че филмът е финансиран от Евгений Пригожин, за да подобри репутацията на групата „Вагнер“. Шест месеца по-късно в Банги е издигнат паметник на руските военни. В края на януари 2022 г. се състои премиерата на втори филм за руските бойци. Филмът, озаглавен „Гранит“, показва истинската история на мисията на изпълнителите в района на Кабо Делгадо в Мозамбик през 2019 г. срещу ислямистки бойци. „Вагнер умело използва информационните и комуникационни технологии, за да култивира и популяризира глобалната си марка като безмилостни наемници. Тяхната мрежа Telegram, в частност, която изобразява поведението им в целия Сахел (включващ частично или пълно страните: Сенегал, Мавритания, Мали, Буркина Фасо, Нигер, Нигерия, Чад, Судан, Еритрея), служи като горда публична демонстрация на тяхната бруталност“, каза Линдзи Фрийман, директор на програмата „Технологии, право и политика“ в Центъра за правата на човека към Юридическия факултет на Калифорнийския университет в Бъркли.[необходимо е уточнение]

## Численост на "Вагнер"
Според данни на британското и американкото разузнаване към 24.06.2023 чрез ЧВК "Вагнер" във войната с Украйна участие са взели около 50 000 души, от които около 40 000 - бивши затворници [необходимо е уточнение] Впоследствие  на 20.07.2023 става ясно, че 32-33 000 бойци от "Вагнер" са сключили договори с министерство на отбраната на Руската федерация, а още около 7000-1000 наемника, под командването на Евгений Пригожин и полк. Дмитрий Уткин ще идат в Беларус[необходимо е уточнение] Пак към 20.07.2023 на свой ред "Политико" смята че към 22 000 души от "Вагнер" са убити от началото на руската агресия което е почти една четвърт от участниците - 78 000 души.[необходимо е уточнение] Смъртта на Евгений Пригожин и Уткин при самолетната катастрофа в Тверска област бе официално потвърдена от руските власти на 27 август 2023 година.[необходимо е уточнение]